# Anthony Beane
Anthony Beane (Normal, Illinois, 6 de mayo de 1991) es un jugador de baloncesto estadounidense que actualmente juega en el Pelita Jaya de la Liga Bola Basket Indonesia. Con 1,88 metros de estatura, juega en la posición de escolta. 

## Trayectoria deportiva
Jugó cuatro temporadas con los Southern Illinois Salukisy tras no ser elegido en el Draft de la NBA de 2016, debutó como profesional en Bulgaria en las filas del PBC Lukoil Academic.
En la temporada 2017-18, se marchó a Polonia donde fue máximo anotador de la Polska Liga Koszykówki en las filas del Legia Varsovia (baloncesto) con un promedio de 22,3 puntos por encuentro.
En agosto de 2018 fichó por el BK Ventspils de la Latvijas Basketbola līga letona, donde jugaría también Champions League.
En agosto de 2020, firma con el Pallacanestro Virtus Roma de la Lega Basket Serie A, la máxima categoría del baloncesto italiano.
El 15 de diciembre de 2020, firma por el Pallacanestro Varese de la Lega Basket Serie A, tras comenzar la temporada en el Pallacanestro Virtus Roma con el que promedia 10.4 puntos por encuentro.
Beane fue invitado a un campo de entrenamiento de la selección de baloncesto de Indonesia en octubre de 2022. Tras ser positivamente evaluado por el entrenador Miloš Pejić, la PERBASI -entidad que controla el baloncesto en Indonesia- lo contrató para reforzar a los Indonesia Patriots, un equipo profesional que compite en la Indonesian Basketball League, la liga de baloncesto más importante del país.
En diciembre de 2023 se incorporó al Pelita Jaya de la IBL.

## Selección nacional
Beane se incorporó oficialmente a la selección de baloncesto de Indonesia en abril de 2023.